# آندرسون پولگا
آندرسون پولگا (به پرتغالی: Ânderson Corrêa Polga) مدافع اهل برزیل است که در شهر Santiago و در تاریخ ۹ فوریهٔ ۱۹۷۹ به دنیا آمده‌است.
آندرسون پولگا در تیم‌های فوتبال گرمیو ،اسپورتینگ لیسبون، کورینتیانس سابقهٔ حضور دارد. این بازیکن همچنین در سال ۲۰۰۲-۲۰۰۳ ۱۱ بار برای تیم ملی فوتبال برزیل به میدان رفته‌است و طی این مدت ۳ گل به ثمر رسانده‌است.